# Кривобор
 Кривобор  — деревня в Кирово-Чепецком районе Кировской области в составе Коныпского сельского поселения.

## География
Расположена на расстоянии примерно 18 км на запад-юго-запад по прямой от центра района города Кирово-Чепецк на левом берегу реки Чепца.

## История
Известна с 1671 года как займище на Кривоборе с 2 дворами, в 1764 году 30 жителей. В 1873 году в деревне Кривоборской дворов 8 и жителей 61, в 1905 10 и 73, в 1926 17 и 88, в 1950 (уже Кривобор) 21 и 96, в 1989 оставалось 18 жителей.

## Население
Постоянное население составляло 11 человек (русские 100%) в 2002 году, 10 в 2010.